# Węgry na Letniej Uniwersjadzie 2007
Węgry na Letniej Uniwersjadzie w Bangkoku reprezentowało zawodników. Węgry zdobyły 6 medali (2 złote, 3 srebrne, 1 brązowy)

## Medale

### Złoto
- András Rédli – szermierka, szpada indywidualnie
- Belazs Adrian Pal – strzelectwo, pistolet szybkostrzelny 25 metrów

### Srebro
- Balazs Lontay – szermierka, szabla indywidualnie
- Marcel Hetrovics – gimnastyka sportowa
- Vid Hidvegi – gimnastyka sportowa

### Brąz
- Drużyna piłkarzy wodnych